# Гілберт-Плейнс
Гілберт-Плейнс (англ. Gilbert Plains) — муніципалітет в Канаді, у провінції Манітоба. Значна частка населення поселення має українське походження.

## Історія
У вересні 1933 року в поселенні зведено православну церкву святих Володимира і Ольги. У червні 1951 року церква офіційно зареєстрована. 27 листопада 2020 року храм демонтований.

## Населення
За даними перепису 2016 року, муніципалітет нараховував 1470 осіб, показавши скорочення на 9,4 %, порівняно з 2011-м роком. Середня густина населення становила 1,4 осіб/км².
З офіційних мов обидвома одночасно володіли 30 жителів, тільки англійською — 1 405, а 5 — жодною з них. Усього 155 осіб вважали рідною мовою не одну з офіційних, з них 110 — українську мову, 10 — одну з корінних мов.
Працездатне населення становило 60,9 % усього населення, рівень безробіття — 7,4 % (9,6 % серед чоловіків та 6,6 % серед жінок). 75 % осіб були найманими працівниками, а 23,6 % — самозайнятими.
Середній дохід на особу становив $35 743 (медіана $30 208), при цьому для чоловіків — $38 767, а для жінок $32 897 (медіани — $33 536 та $27 904 відповідно).
24,7 % мешканців мали закінчену шкільну освіту, не мали закінченої шкільної освіти — 33,7 %, 42 % мали післяшкільну освіту, з яких 12,7 % мали диплом бакалавра, або вищий.
| Статево-вікова структура населення | Статево-вікова структура населення | Статево-вікова структура населення | Статево-вікова структура населення | Статево-вікова структура населення |
| ---------------------------------- | ---------------------------------- | ---------------------------------- | ---------------------------------- | ---------------------------------- |
|                                    |                                    |                                    |                                    |                                    |
| Всього                             | Всього                             | 48,8%51,2%                         |                                    |                                    |
| 0 — 14 років                       | 0 — 14 років                       |                                    | 15,9%                              | 15,9%                              |
| 15 — 64 років                      | 15 — 64 років                      |                                    | 60,3%                              | 60,3%                              |
| 65 і більше                        | 65 і більше                        |                                    | 23,7%                              | 23,7%                              |
| 85 і більше                        | 85 і більше                        |                                    | 3,7%                               | 3,7%                               |
| 100 і більше                       | 100 і більше                       |                                    | 0,3%                               | 0,3%                               |
| Середній вік (років)               | Середній вік (років)               | 45,744,7                           | 45,2                               | 45,2                               |
| Медіана (років)                    | Медіана (років)                    | 49,547,5                           | 48,4                               | 48,4                               |
| — чоловіки — жінки                 |                                    |                                    |                                    |                                    |

| Походження мешканців:     | Походження мешканців:     | Походження мешканців: | Походження мешканців: | Походження мешканців: |
| ------------------------- | ------------------------- | --------------------- | --------------------- | --------------------- |
| Походження                |                           |                       | осіб                  | %                     |
| Європейське               | Європейське               |                       | 1 160                 | 80.56%                |
| українське                | українське                |                       | 660                   | 45.83%                |
| британське                | британське                |                       | 490                   | 34.03%                |
| французьке                | французьке                |                       | 130                   | 9.03%                 |
| Корінні американці        | Корінні американці        |                       | 175                   | 12.15%                |
| Інше північноамериканське | Інше північноамериканське |                       | 340                   | 23.61%                |
| Латинськоамериканське     | Латинськоамериканське     |                       | 10                    | 0.69%                 |
| Азійське                  | Азійське                  |                       | 25                    | 1.74%                 |
| Океанійське               | Океанійське               |                       | 15                    | 1.04%                 |

| Зайнятість населення за галузями (за класифікацією NOC): | Зайнятість населення за галузями (за класифікацією NOC): | Зайнятість населення за галузями (за класифікацією NOC): | Зайнятість населення за галузями (за класифікацією NOC): | Зайнятість населення за галузями (за класифікацією NOC): |
| -------------------------------------------------------- | -------------------------------------------------------- | -------------------------------------------------------- | -------------------------------------------------------- | -------------------------------------------------------- |
|                                                          |                                                          |                                                          |                                                          |                                                          |
| Управління                                               | Управління                                               |                                                          | 29,5%                                                    | 29,5%                                                    |
| Бізнес, фінанси та адміністрування                       | Бізнес, фінанси та адміністрування                       |                                                          | 15,8%                                                    | 15,8%                                                    |
| Природничі та прикладні науки                            | Природничі та прикладні науки                            |                                                          | 4,1%                                                     | 4,1%                                                     |
| Охорона здоров'я                                         | Охорона здоров'я                                         |                                                          | 8,9%                                                     | 8,9%                                                     |
| Освіта, правозахист, муніципальні та урядові служби      | Освіта, правозахист, муніципальні та урядові служби      |                                                          | 6,8%                                                     | 6,8%                                                     |
| Роздрібна торгівля та послуги                            | Роздрібна торгівля та послуги                            |                                                          | 17,8%                                                    | 17,8%                                                    |
| Гуртова торгівля, транспорт та обладнання                | Гуртова торгівля, транспорт та обладнання                |                                                          | 9,6%                                                     | 9,6%                                                     |
| Природні ресурси, сільське господарство                  | Природні ресурси, сільське господарство                  |                                                          | 8,9%                                                     | 8,9%                                                     |

## Клімат

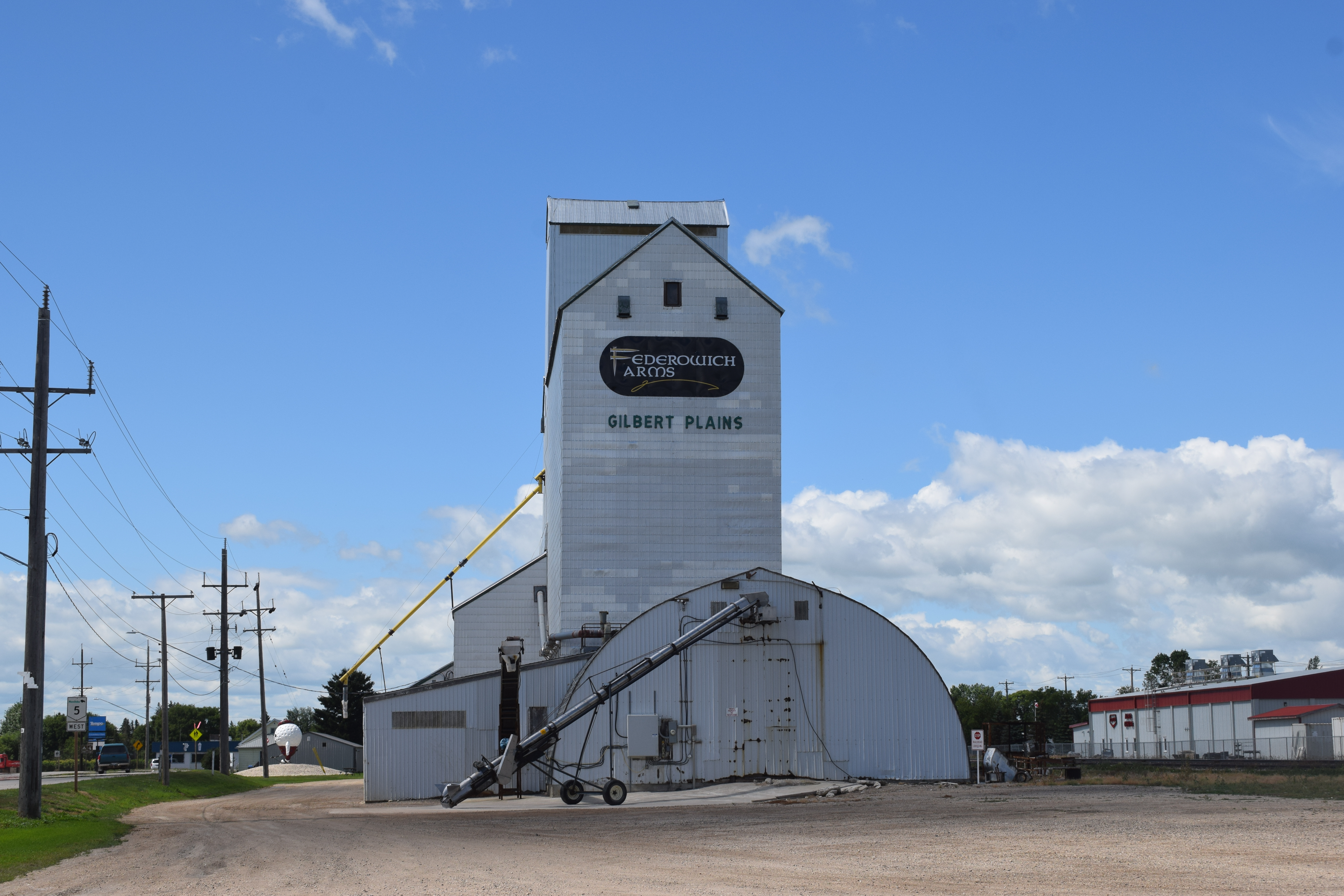
Зерновий елеватор у поселенні

Середня річна температура становить 1,6 °C, середня максимальна — 23,3 °C, а середня мінімальна — -25 °C. Середня річна кількість опадів — 516 мм.
| Клімат поселення                              | Клімат поселення | Клімат поселення | Клімат поселення | Клімат поселення | Клімат поселення | Клімат поселення | Клімат поселення | Клімат поселення | Клімат поселення | Клімат поселення | Клімат поселення | Клімат поселення | Клімат поселення |
| Показник                                      | Січ.             | Лют.             | Бер.             | Квіт.            | Трав.            | Черв.            | Лип.             | Серп.            | Вер.             | Жовт.            | Лист.            | Груд.            |                  |
| Середній максимум, °C                         | −11,62           | −7,73            | −0,96            | 8,70             | 16,91            | 22,54            | 23,30            | 21,72            | 16,32            | 9,28             | −1,03            | −10,15           |                  |
| Середня температура, °C                       | −18,32           | −14,45           | −7,66            | 2,00             | 10,21            | 15,85            | 18,64            | 17,07            | 11,65            | 4,62             | −5,68            | −14,81           |                  |
| Середній мінімум, °C                          | −25,02           | −21,15           | −14,37           | −4,7             | 3,51             | 9,13             | 14,00            | 12,41            | 7,00             | −0,02            | −10,34           | −19,46           |                  |
| Норма опадів, мм                              | 20               | 14               | 26               | 30               | 57               | 85               | 77               | 69               | 57               | 35               | 23               | 23               |                  |
| Середньомісячна швидкість вітру, м/с          | 3.60             | 3.60             | 3.72             | 4.00             | 4.20             | 3.80             | 3.40             | 3.40             | 3.80             | 4.00             | 3.80             | 3.70             |                  |
| Середньомісячна сонячна радіація, кДж/м²·день | 3902             | 7192             | 12718            | 17181            | 20230            | 21441            | 21806            | 18357            | 12541            | 7410             | 3979             | 2997             |                  |
| --------------------------------------------- | ---------------- | ---------------- | ---------------- | ---------------- | ---------------- | ---------------- | ---------------- | ---------------- | ---------------- | ---------------- | ---------------- | ---------------- | ---------------- |
| Джерело:                                      |                  |                  |                  |                  |                  |                  |                  |                  |                  |                  |                  |                  |                  |

## Культура
На теренах муніципалітету стоїть збудована у традиційному українському стилі садиба Василя Негрича, який переселився сюди у 1897 році зі Західної України. 1996 року садибу занесено до реєстру національних історичних пам'яток Канади.
Також на території муніципалітету міститься український православний цвинтар святих Петра і Павла (цвинтар Негричів) з 1909 року, на якому раніше діяла українська православна церква.